# Escalope de saumon à l'oseille
Pour les articles homonymes, voir Escalope, Saumon (homonymie) et Oseille.
Le saumon à l'oseille ou escalope de saumon à l’oseille est un plat gastronomique français, emblématique du restaurant gastronomique Troisgros de Roanne et de la nouvelle cuisine des années 1970, créé par les chefs Jean Troisgros et Pierre Troisgros en 1962,,.

## Histoire

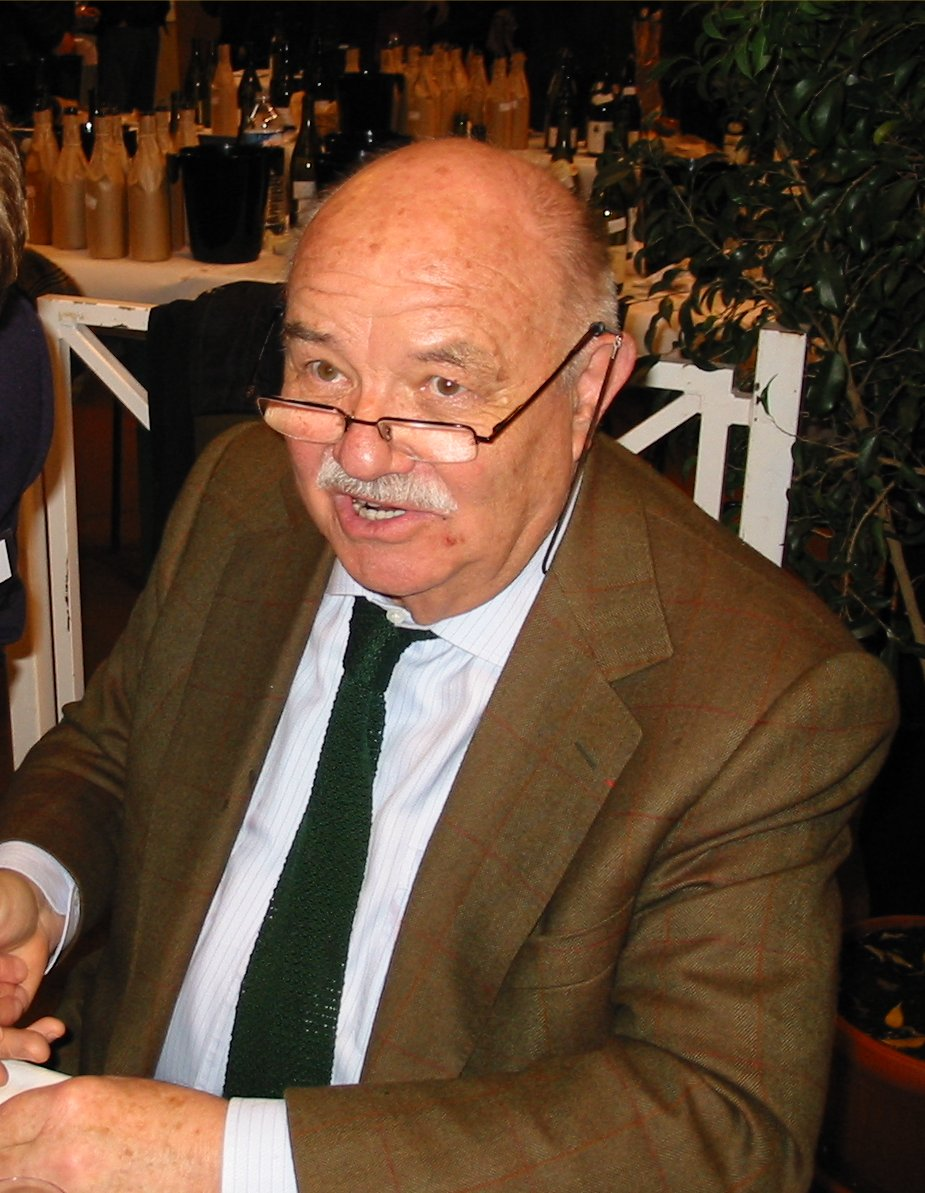
Le chef Pierre Troisgros.

Cette recette emblématique du restaurant Troisgros fondé en 1930 à Roanne sur la nationale 7, en face de la gare de Roanne, est créée par le chef Pierre Troisgros avec du saumon sauvage de la Loire et de l'oseille de son jardin potager familial,, (avec son frère Jean, maître saucier, et leur père Jean-Baptiste, maître d’hôtel et sommelier). Les frères Troisgros (alors une étoile au Guide Michelin) sont alors pionniers précurseurs de la nouvelle cuisine des années 1970, innovante, simple et créative avec des associations de saveurs inédites (3 étoiles au Guide Michelin depuis 1968, et titre de « meilleur restaurant du monde » par le Gault et Millau de cette même année).

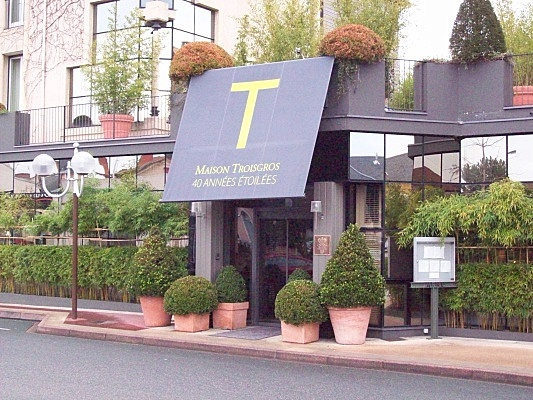
Restaurant historique Troisgros de Roanne, en face de la gare.

## Préparation
Cette recette est composée d’escalopes fines de saumon sauvage de la Loire, de crème double, de beurre, de fumet de poisson, de vin blanc sec (sauvignon, ou sancerre), de vermouth, d'échalote, d'oseille fraîche, d'huile et de citron,.
Faire revenir dans une casserole échalotes, vin blanc, et vermouth, puis faire réduire à feu doux avec de la crème fraîche. Ajouter les feuilles d'oseille, puis le beurre, quelques gouttes de citron, sel et poivre. Faire mi-cuire quelques secondes les escalopes très fines de saumon, puis les servir sur la sauce à l'oseille,.

## Hommages

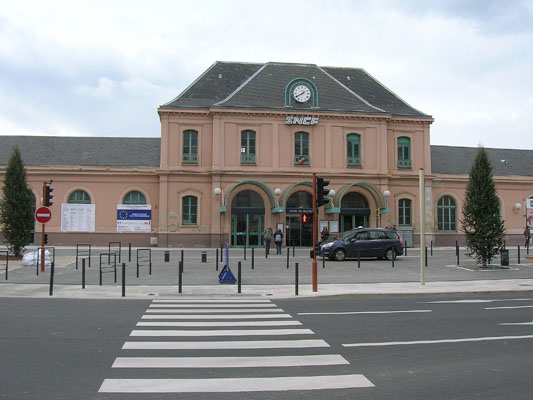
Gare de Roanne, aux couleurs saumon et verte du saumon à l'oseille Troisgros.

Michel Troisgros (fils héritier de Pierre Troisgros) perpétue cette recette familiale emblématique dans son restaurant Troisgros d'Ouches (à 10 km au sud-ouest de celui de Roanne) avec 3 étoiles au Guide Michelin depuis 1968.
La gare de Roanne, face au restaurant La Maison Troisgros historique de l'époque, est repeinte (des années 1960 aux années 2010) aux couleurs rose saumon et verte du saumon à l'oseille Troigros.
À l'occasion du déjeuner au palais de l'Élysée du 25 février 1975 organisé par le président de la République française Valéry Giscard d'Estaing et son épouse Anne-Aymone Giscard d'Estaing pour la remise de la légion d'Honneur du chef Paul Bocuse, l'escalope de saumon à l'oseille des frères Troisgros figure au menu, avec la célèbre soupe aux truffes noires VGE de Paul Bocuse.